# Chamseddine Rahmani
Chamseddine Rahmani (sinh ngày 15 tháng 9 năm 1990) là một cầu thủ bóng đá người Algérie thi đấu cho CS Constantine ở Giải bóng đá hạng nhất quốc gia Algérie và đội tuyển quốc gia Algérie.

## Sự nghiệp câu lạc bộ
Vào tháng 1 năm 2016, Rahmani gia hạn hợp đồng cùng với MO Béjaïa thêm 2 năm.

## Sự nghiệp quốc tế
Ngày 29 tháng 9 năm 2016, Rahmani lần đầu được triệu tập vào Đội tuyển bóng đá quốc gia Algérie tham dự vòng loại Giải vô địch bóng đá thế giới 2018 trước Cameroon.